# Mo-cel

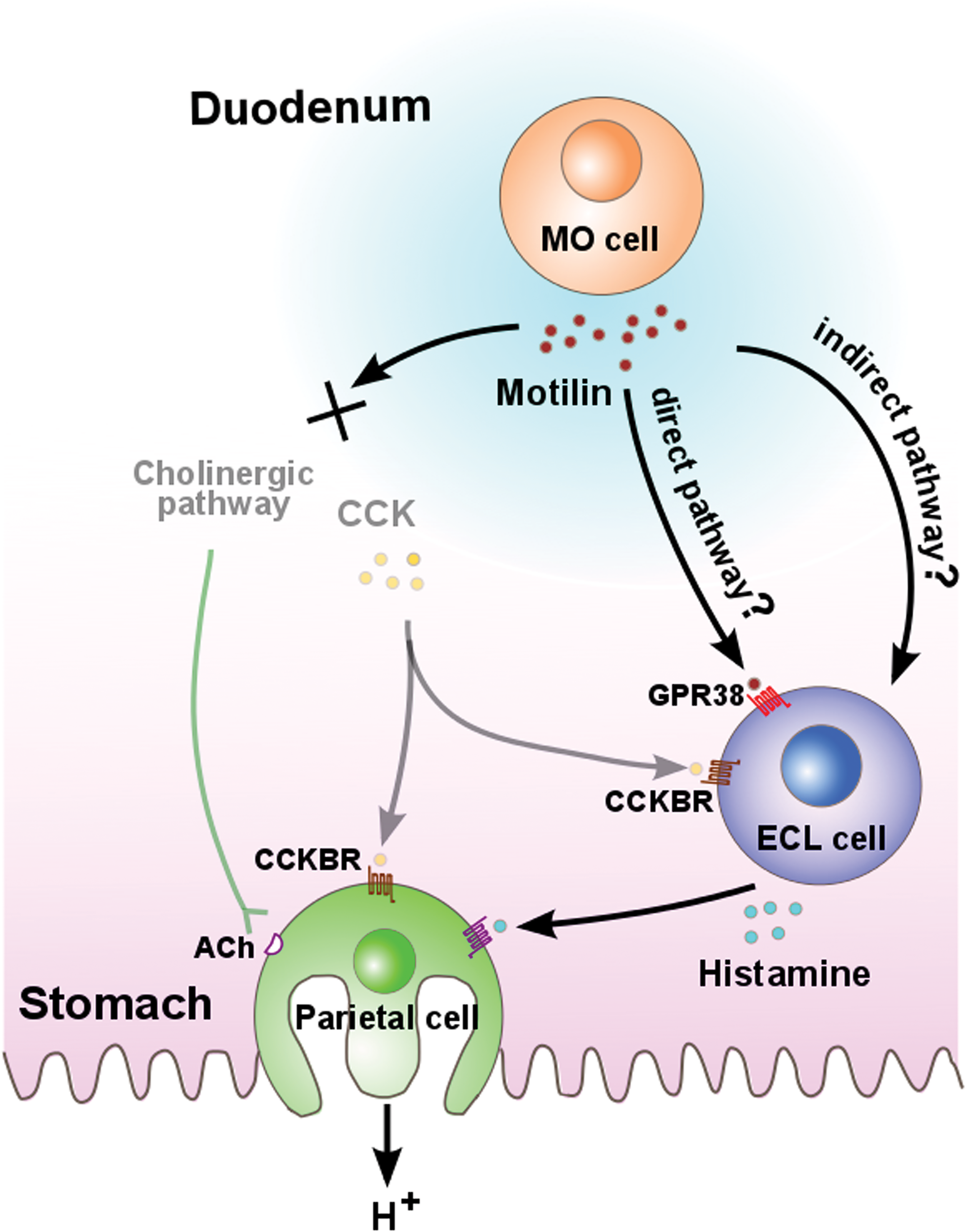
Werkhypothese van stimulatie van zuursecretie door motiline in muskusspitsmuis. ECL: enterochromaffine cellen (ECL). Parietal cell: Pariëtale cel. CCK: Cholecystokinine. CCKBR: Cholecystokinin B receptor. Ach: Acetylcholine. GPR38: G-protein coupled receptor 38

Mo-cellen worden aangetroffen in de crypten van Lieberkühn van de dunne darm, met name in de twaalfvingerige darm en de nuchtere darm en scheiden motiline uit. Ze worden geactiveerd door stoffen in het lumen, waaronder de pH. Mo-cellen worden ook wel M-cellen genoemd, maar die moeten niet verward worden met de M-cellen (microfoldcellen).
Motiline werd in de jaren 70 uit het slijmvlies van de twaalfvingerige darm van varkens geïdentificeerd als een stimulerend middel voor de maagmotiliteit.
Motiline, voornamelijk geproduceerd in de twaalfvingerige darm, wordt beschouwd als behorend tot dezelfde peptidefamilie als ghreline. Het samentrekken van de maag is sterk geassocieerd met plasmamotilinespiegels en intraveneuze toediening van motiline induceert fase III-achtige samentrekkingen van de maag bij mensen en honden. Motiline en ghreline werken synergetisch bij het stimuleren van de samentrekking van de maag bij de muskusspitsmuis. Studies hebben aangetoond dat cyclische afgifte van motiline in een nuchtere periode fase III-contractie van het migrerende motorcomplex (MMC) in de maag induceert. MMC is een cyclisch, terugkerend motiliteitspatroon dat optreedt in de maag en dunne darm tijdens vasten en wordt onderbroken door voeding.